# Championnat de Belgique de football de deuxième division 1977-1978
Navigation
saison précédente saison suivante
Le Championnat de Belgique de football de Division 2 1977-1978 est la 61e édition du championnat de deuxième niveau national en Belgique.
La compétition conserve le même schéma que la saison précédente, à savoir une phase classique pendant laquelle les 16 équipes s'affrontent deux fois chacune en matches aller-retour. Le champion est directement promu en Division 1. Ensuite un tour final concerne quatre formations et désigne le second montant. À l'autre bout du classement, les deux derniers sont relégués en Division 3 en vue de la saison suivante.
Après avoir échoué de peu lors des saisons précédent, Waterschei décroche son troisième titre de D2 et retrouve la Division 1 qu'il avait quittée seize ans plus tôt.
Le tour final est le théâtre d'une lutte épique entre Berchem et Tongres. Le cercle anversois décroche la montée alors que les Limbourgeois, qui participent pour la 3e fois en quatre éditions, essuient un nouvel échec.
Le VG Oostende est rapidement largué en fin de tableau et doit descendre. Le Patro Eisden, vice-champion la saison précédente, est aussi renvoyé un étage plus bas.
Remarquons qu'au fil des montées et surtout des relégations successives, la présence wallonne s'est réduite à la seule présence de l'Olympic de Montignies qui défend timidement l'honneur des clubs « du Sud », avec une fort modeste 13e place finale.

## Clubs participants
Les matricules en gras indiquent les clubs qui existent toujours aujourd'hui, les autres ont disparu.
| #  | Nom                                                            | Mat. | Ville         | Stades            | En D2 depuis (série) | Total en D2 | Saison précéd.   |
| -- | -------------------------------------------------------------- | ---- | ------------- | ----------------- | -------------------- | ----------- | ---------------- |
| 1  | Koninklijke Voetbalclub Mechelen                               | 25   | Malines       | achter de Kazerne | 1977-1978 (1er)      | 22e         | Division 1, 17e  |
| 2  | Athletische Sportvereniging Oostende Koninjklijke Maatschappij | 53   | Ostende       | Albertpark        | 1977-1978 (1er)      | 36e         | Division 1, 18e  |
| 3  | Koninklijke Athletoische Associatie Gent                       | 7    | Gand          | Jules Otten       | 1975-1976 (3e)       | 18e         | 8e               |
| 4  | Royale Union                                                   | 10   | St-Gilles     | Joseph Marien     | 1976-1977 (2e)       | 10e         | 4e               |
| 5  | Koninklijke Racing Club Mechelen                               | 24   | Malines       | O. Van Kesbeeck   | 1976-1977 (2e)       | 26e         | 6e               |
| 6  | Koninklijke Berchem Sport                                      | 28   | Berchem       | Het Rooi          | 1976-1977 (2e)       | 20e         | 9e               |
| 7  | Koninklijke Vanneste Genoostschap Oostende                     | 31   | Ostende       | Armenonville      | 1974-1975 (4e)       | 8e          | 13e              |
| 8  | Koninklijke Football Club Diest                                | 41   | Diest         | De Warande        | 1975-1975 (3e)       | 12e         | 12e              |
| 9  | Koninklijke Sportklub Tongeren                                 | 54   | Tongres       | Stedelijke        | 1971-1972 (7e)       | 19e         | 11e              |
| 10 | Koninklijke Sint-Niklaasse Sportkring                          | 221  | Saint-Nicolas | Stade Puyenbeke   | 1964-1965 (14e)      | 31e         | 14e              |
| 11 | Royal Olympic Montignies                                       | 246  | Charleroi     | de La Neuville    | 1975-1975 (3e)       | 15e         | 10e              |
| 12 | Koninklijke Sint-Truidense Voetbal Vereniging                  | 373  | Saint-Trond   | Stayen            | 1974-1975 (4e)       | 13e         | 3e               |
| 13 | Kon. Waterschei Sport Verningin THOR Genk                      | 553  | Genk          | André Dumont      | 1974-1975 (4e)       | 25e         | 7e               |
| 14 | Patro Eisden                                                   | 3434 | Eisden        | ??                | 1975-1976 (3e)       | 16e         | 2e               |
| 15 | Koninklijke Sporting Club Hasselt                              | 37   | Hasselt       | Stedelijke        | 1977-1978 (1er)      | 21e         | Division 3B, 1er |
| 16 | Koninklijke Sport-Club Eendracht Aalst                         | 90   | Alost         | Pierre Cornelis   | 1977-1978 (1er)      | 14e         | Division 3A, 1er |

### Localisation des clubs
| \| AS Oostende VG Oostende Gand Alost St-Nicolas Berchem RC Mechelen KV Mechelen Diest R. Union Waterschei Tongres Eisden St-Trond Hasselt Olympic \| Localisation des clubs engagés en Division 2 1977-1978 |
| AS Oostende VG Oostende Gand Alost St-Nicolas Berchem RC Mechelen KV Mechelen Diest R. Union Waterschei Tongres Eisden St-Trond Hasselt Olympic                                                              |

## Classements & Résultats
Légende
- Champion de Belgique de Division 2 1978 et promu en Division 1 la saison suivante
- Club qualifié pour le tour final pour la montée en Division 1
- Club relégué en Division 3 la saison suivante

Abréviations
 : club promu de Division 3 depuis la saison précédente

 : club relégué de Division 1 depuis la saison précédente

### Classement final
| Rang | Équipe                     | Pts | J  | G  | N  | P  | Bp | Bc | Diff |
| ---- | -------------------------- | --- | -- | -- | -- | -- | -- | -- | ---- |
| 1    | K. WATERSCHEI SV THOR GENK | 46  | 30 | 19 | 8  | 3  | 58 | 23 | +35  |
| 2    | K. Berchem Sport           | 40  | 30 | 13 | 14 | 3  | 44 | 22 | +22  |
| 3    | K. SK Tongeren             | 39  | 30 | 14 | 11 | 5  | 42 | 26 | +16  |
| 4    | K. AA Gent                 | 37  | 30 | 13 | 11 | 6  | 43 | 25 | +18  |
| 5    | AS Oostende KM             | 37  | 30 | 13 | 11 | 6  | 46 | 35 | +11  |
| 6    | K. FC Diest                | 34  | 30 | 14 | 6  | 10 | 47 | 36 | +11  |
| 7    | KV Mechelen                | 34  | 30 | 11 | 12 | 7  | 39 | 33 | +6   |
| 8    | K. SC Eendracht Aalst      | 30  | 30 | 12 | 6  | 12 | 48 | 42 | +6   |
| 9    | K. SC Hasselt              | 29  | 30 | 8  | 13 | 9  | 33 | 35 | -2   |
| 10   | Royale Union               | 27  | 30 | 10 | 7  | 13 | 32 | 45 | -13  |
| 11   | K. RC Mechelen             | 27  | 30 | 9  | 9  | 12 | 31 | 38 | -7   |
| 12   | K. Sint-Truidense VV       | 25  | 30 | 8  | 9  | 13 | 31 | 38 | -7   |
| 13   | R. Olympic de Montignies   | 25  | 30 | 7  | 11 | 12 | 26 | 41 | -15  |
| 14   | K. Sint-Niklaasse SK       | 21  | 30 | 3  | 15 | 12 | 34 | 50 | -16  |
| 15   | Patro Eisden               | 18  | 30 | 7  | 4  | 19 | 29 | 51 | -22  |
| 16   | K. VG Oostende             | 11  | 30 | 2  | 7  | 21 | 16 | 63 | -47  |

### Résultats des rencontres
Avec seize clubs engagés, 240 matches sont au programme de la saison.
| Résultats (▼dom., ►ext.)                                   | AAG | BSP | DIE | AAL | HAS | KVM | OLY | ASO | VGO | PAT | RCM | NIK | STT | TON | USG | WAT |
| K. AA Gent                                                 |     | 2-2 | 2-1 | 1-1 | 1-0 | 1-1 | 0-0 | 2-3 | 4-0 | 1-0 | 0-0 | 3-1 | 0-1 | 5-1 | 2-0 | 2-1 |
| K. Berchem Sport                                           | 0-0 |     | 2-1 | 3-1 | 3-1 | 0-0 | 4-0 | 0-0 | 2-0 | 2-0 | 3-1 | 2-2 | 1-0 | 1-1 | 0-0 | 3-3 |
| K. FC Diest                                                | 1-3 | 2-1 |     | 4-1 | 2-2 | 3-2 | 2-0 | 1-2 | 2-0 | 4-1 | 1-1 | 3-1 | 0-2 | 1-2 | 3-1 | 1-0 |
| K. SC Eeendracht Aalst                                     | 1-0 | 0-1 | 2-0 |     | 3-2 | 6-1 | 4-1 | 0-1 | 5-0 | 5-1 | 1-3 | 3-0 | 2-1 | 0-0 | 2-0 | 0-3 |
| K. SC Hasselt                                              | 0-0 | 0-0 | 1-1 | 1-0 |     | 1-1 | 3-1 | 1-1 | 2-1 | 4-2 | 2-2 | 0-0 | 0-0 | 1-1 | 1-2 | 1-2 |
| KV Mechelen                                                | 2-1 | 1-1 | 1-0 | 2-0 | 1-1 |     | 0-1 | 2-2 | 4-0 | 1-1 | 3-0 | 2-1 | 0-0 | 0-2 | 1-0 | 0-3 |
| R. Olympic Montignies                                      | 2-1 | 0-0 | 1-1 | 4-1 | 0-1 | 0-0 |     | 1-2 | 0-0 | 1-0 | 1-0 | 1-1 | 0-2 | 0-0 | 1-2 | 1-1 |
| AS Oostende KM                                             | 0-0 | 1-1 | 3-0 | 2-2 | 0-2 | 0-1 | 3-3 |     | 2-0 | 3-0 | 1-0 | 4-0 | 1-0 | 2-1 | 5-1 | 0-0 |
| K. VG Oostende                                             | 1-2 | 1-1 | 1-4 | 0-0 | 0-2 | 0-3 | 1-1 | 1-2 |     | 1-2 | 0-4 | 1-1 | 1-0 | 1-2 | 3-0 | 1-3 |
| Patro Eisden                                               | 1-3 | 0-1 | 1-3 | 1-3 | 1-0 | 1-0 | 0-0 | 3-0 | 2-0 |     | 1-2 | 2-0 | 0-2 | 2-3 | 0-0 | 2-4 |
| K. RC Mechelen                                             | 0-0 | 1-0 | 0-2 | 1-0 | 1-0 | 1-1 | 0-1 | 3-0 | 0-0 | 1-0 |     | 2-2 | 2-1 | 1-2 | 1-2 | 0-2 |
| K. St-Niklaasse SK                                         | 1-2 | 2-1 | 0-0 | 1-1 | 0-1 | 2-2 | 2-3 | 2-2 | 4-0 | 1-1 | 2-2 |     | 2-1 | 0-0 | 1-1 | 1-2 |
| K. St-Truidensen VV                                        | 0-3 | 0-3 | 0-0 | 1-1 | 5-1 | 0-2 | 1-0 | 0-0 | 4-1 | 1-3 | 2-2 | 2-2 |     | 2-0 | 0-0 | 1-2 |
| K. SK Tongeren                                             | 1-1 | 1-3 | 0-1 | 4-1 | 1-1 | 1-1 | 3-1 | 2-0 | 2-0 | 2-1 | 4-0 | 0-0 | 2-0 |     | 2-0 | 0-0 |
| Royale Union                                               | 1-1 | 0-2 | 1-2 | 1-2 | 0-0 | 1-4 | 3-1 | 2-2 | 3-1 | 1-0 | 3-0 | 3-2 | 1-0 | 0-2 |     | 2-1 |
| K Waterschei SV THOR                                       | 2-0 | 1-1 | 2-1 | 2-0 | 3-1 | 3-0 | 3-0 | 4-2 | 0-0 | 2-0 | 1-0 | 3-0 | 2-2 | 0-0 | 3-1 |     |
| - Victoire à domicile - Match nul - Victoire à l'extérieur |     |     |     |     |     |     |     |     |     |     |     |     |     |     |     |     |

## La saison en bref
Depuis la saison 1974-1975, l'URBSFA a mis sur pied un système de « périodes ». Le principe est que la compétition de 30 rencontres est partagée en 3 périodes de 10 rencontres: (1 à 10, 11 à 20 et 21 à 30).
- Un classement distinct est établi par "période". Les trois vainqueurs de période se qualifient le tour final où il accompagne le 2e du classement général final.
- Un vainqueur de période ne peut pas prendre part au tour final s'il termine à une des deux places relégables. Familièrement, les "périodes" sont fréquemment appelées "tranches".

### 1repériode
Cette période concerne les 10 premières journées. Elle est disputée du 4 septembre 1977 au 13 novembre 1977. Toutes les rencontres de la 10e journée se jouent le même jour à la même heure.

### 2epériode
Cette période concerne les matches des journées n°11 à 20. Elle est disputée du 19 novembre 1977 au 29 janvier 1978. Toutes les rencontres de la 20e journée se jouent le même jour à la même heure.

### 3epériode
Cette période concerne les 10 dernières journées. Elle est disputée du 5 février 1978 au 16 avril 1978. Toutes les rencontres des 29e et 30e journée se jouent le même jour à la même heure.

## Tour final

### Participants
K. Berchem Sport (2e du général), K. SK Tongeren (3e du général), AS Ostende KM (4e du général), K. AA Gent (5e du général) .

### Classement final
L'ordre des matchs du tour final est désigné par un tirage au sort, effectué au siège de l'URBSFA
Légende
- Club promu en Division 1 la saison suivante

| Rang | Équipe           | Pts | J | G | N | P | Bp | Bc | Diff |  | Résultats (▼ dom., ► ext.) | BER | TON | GAN | ASO |
| ---- | ---------------- | --- | - | - | - | - | -- | -- | ---- |  | -------------------------- | --- | --- | --- | --- |
| 1    | K. Berchem Sport | 9   | 6 | 4 | 1 | 1 | 7  | 3  | +4   |  | K. Berchem Sport           |     | 0-0 | 1-0 | 4-2 |
| 2    | K. SK Tongeren   | 9   | 6 | 3 | 3 | 0 | 5  | 2  | +3   |  | K. SK Tongeren             | 1-0 |     | 1-0 | 2-1 |
| 3    | K. AA Gent       | 4   | 6 | 1 | 2 | 3 | 3  | 5  | -2   |  | K. AA Gent                 | 0-1 | 1-1 |     | 1-1 |
| 4    | AS Ostende KM    | 2   | 6 | 0 | 2 | 4 | 4  | 9  | -5   |  | AS Ostende KM              | 0-1 | 0-0 | 0-1 |     |

### Résumé du Tour final
Tongres rate le coche de peu parce qu'il concède deux partages qui lui sont préjudiciables au décompte final. Les « Éburons » gaspillent des points d'entrée (0-0) à Ostende qui s'avère le plus faible des participants. Lors de la 2e journée, le club limbourgeois prend la tête à la faveur d'un court succès (1-0) contre Berchem.
Le cercle anversois inverse la tendance lors de la 4e journée quand Tongres est accroché (1-1) chez les « Buffalos ». Les deux meneurs s'imposent de concert avant de se retrouver lors de la dernière rencontre.
Au « Rooi », doté d'une victoire de plus, Berchem résiste et conserve sa première place, synonyme de retour en D1, après deux ans de purgatoire.

## Meilleur buteur (hors tour final)
- Hans Aabech (AS Oostende KM) avec 22 buts.

## Récapitulatif de la saison
- Champion : THOR Waterschei (3e titre de Division 2)
- 7e titre de champion de Division 2 pour la province de Limbourg

| Région flamande (13)            | Région flamande (13) | Province de Brabant (2)      | Province de Brabant (2) | Région wallonne (1)    | Région wallonne (1) |
| ------------------------------- | -------------------- | ---------------------------- | ----------------------- | ---------------------- | ------------------- |
| Province d'Anvers               | 3                    | Région de Bruxelles-Capitale | 1                       | Province de Hainaut    | 1                   |
| Province de Flandre-Occidentale | 2                    | Province du Brabant flamand  | 1                       | Province de Liège      | 0                   |
| Province de Flandre-Orientale   | 3                    | Province du Brabant wallon   | 0                       | Province de Luxembourg | 0                   |
| Province de Limbourg            | 5                    |                              |                         | Province de Namur      | 0                   |

1. ↑  Au niveau footballistique, la province de Brabant est toujours unitaire malgré sa partition territoriale en 1995.

### Admission et relégation
Le THOR Waterschei et Berchem Sport sont promus en Division 1 d'où sont relégués le Cercle de BRuges et Boom.
Le VG Oostende et le Patro Eisden sont renvoyés en Division 3; d'où sont promus Rotselaar et Harelbeke.

### Bilan de la saison
| Championnat de Belgique de football de deuxième division 1977-1978 |                                       |
| Champion                                                           | K. Waterschei SV THOR Genk (3e titre) |
| Dauphin                                                            | K. Berchem Sport                      |
| Promotions et relégations                                          |                                       |
| Promus en Division 2                                               | VC Rotselaar                          |
| Promus en Division 2                                               | K. RC Harelbeke                       |
| Relégués en Division 3                                             | Patro Eisden                          |
| Relégués en Division 3                                             | K. VG Ostende                         |